# 杰氏副長頜魚
杰氏副長頜魚，為輻鰭魚綱骨舌魚目象鼻魚科副長頷魚屬的其中一種，該物種分布於非洲安哥拉Longa河流域，體長可達5.2公分。